# 遊仙区
遊仙区（ゆうせん-く）は中華人民共和国四川省綿陽市に位置する市轄区。

## 行政区画
6街道、10鎮を管轄する。
- 街道:涪江街道、富楽街道、遊仙街道、春雷街道、松林街道、華豊街道
- 鎮:石馬鎮、新橋鎮、小梘鎮、魏城鎮、沈抗鎮、忠興鎮、松埡鎮、信義鎮、仙鶴鎮、塩泉鎮

## 教育

### 大学
- 西南科技大学城市学院（中国語版）
- 綿陽師範学院（遊仙校区）
- 四川電子機械職業技術学院

## 名所・旧跡・観光スポット
- 綿陽市博物館新館

## 交通
道路
高速道路
- 成渝地区環状高速公路（中国語版）

国道
- G108国道

## 健康・医療・衛生
- 綿陽市遊仙区第二人民医院
- 綿陽市第三人民医院